# Leonard Read
Leonard E. Read, född 26 september 1898 i Hubbardston i Michigan, död 14 maj 1983, var en politisk filosof och frimarknadsförespråkare som grundade den första moderna libertarianska (nyliberala) tankesmedjan i USA, Foundation for Economic Education. Read var influerad av den österrikiska skolan, bland annat av Murray Rothbard. Han var också medlem i Mont Pelerin Society, en organisation som förespråkar klassisk liberalism och som bland annat haft åtta nobelpristagare som medlemmar.